# Nick Auf der Maur
Pour les articles homonymes, voir Auf der Maur.
Nick Auf Der Maur (né à Montréal le 10 avril 1942 - 7 avril 1998) était un journaliste, et conseiller municipal montréalais, également connu pour ses activités de noceur.

## Biographie
Longtemps chroniqueur au quotidien The Gazette, il était un farouche opposant au maire Jean Drapeau. Il a d'ailleurs écrit The Billion-Dollar Game: Jean Drapeau and the 1976 Olympics pour dénoncer les dépassements de coûts des Jeux olympiques d'été de 1976. Il a longtemps été impliqué en politique municipale au sein de différentes formations politiques, participant entre autres à la formation du Rassemblement des citoyens de Montréal (RCM) en 1974. Il a été élu conseiller municipal de la ville de Montréal à cinq reprises, entre 1974 et 1994, changeant parfois de partis ou siégeant comme indépendant, en raison de son franc-parler. Il occupe le poste de chef de l'Opposition officielle de Montréal à trois reprises de 1978 à 1982, 1988 à 1990 et de 1992 à 1994. Il sera parmi les 457 gens à se faire arrêter lors de la crise d'Octobre 70. 
Il a tenté à plusieurs reprises de se présenter aux élections provinciales et fédérales sous les bannières de plusieurs partis, dont l'Alliance démocratique  et le Nouveau Parti démocratique, sans jamais être élu député. Il a aussi été un candidat défait du Parti Progressiste-Conservateur en 1984 dans la circonscription de Notre-Dame-de-Grâce.
Une ruelle porte son nom dans l'ouest du centre-ville de Montréal. La ruelle Nick-Auf Der Maur, perpendiculaire à la rue Crescent, est située dans un secteur animé de la ville, où l'on retrouve de nombreux bars et pubs fréquentés majoritairement par des anglophones. 

### Vie personnelle
Dans ses chroniques, un de ses sujets de prédilection était sa fille, Melissa Auf der Maur, qu'il a eue avec Linda Gaboriau, première femme DJ à Montréal. Sa fille est aujourd'hui musicienne, leader du groupe Auf der Maur et ancienne bassiste de Hole et des Smashing Pumpkins.
Plusieurs de ses chroniques ont été publiées sous le titre Nick: a Montreal Life, dont la préface a été signée d'un ami de longue date, l'écrivain Mordecai Richler.
Environ 3 000 personnes ont assisté à ses funérailles en avril 1998, trois jours avant célébrer son 56e anniversaire. Il est enterré au Cimetière Notre-Dame-des-Neiges.